# جدول مدال‌های بازی‌های آسیایی ۱۹۵۱
بازی‌های آسیایی ۱۹۵۱ (به هندی: ۱۹۵۱ एशियाई खेल)، که به‌طور رسمی به عنوان اولین دوره بازی‌های آسیایی شناخته می‌شود، یک رویداد چند ورزشی بود که از ۴ تا ۱۱ مارس ۱۹۵۱ در دهلی نو، هند برگزار گردید. 

## جدول مدال‌ها
*   کشور میزبان (هند)
| رتبه           | کشور           | طلا | نقره | برنز | مجموع |
| -------------- | -------------- | --- | ---- | ---- | ----- |
| ۱              | ژاپن (JPN)     | ۲۴  | ۲۱   | ۱۵   | ۶۰    |
| ۲              | هند (IND)*     | ۱۵  | ۱۶   | ۲۰   | ۵۱    |
| ۳              | ایران (IRI)    | ۸   | ۶    | ۲    | ۱۶    |
| ۴              | سنگاپور (SGP)  | ۵   | ۷    | ۲    | ۱۴    |
| ۵              | فیلیپین (PHI)  | ۵   | ۶    | ۸    | ۱۹    |
| ۶              | سیلان (CEY)    | ۰   | ۱    | ۰    | ۱     |
| ۷              | اندونزی (INA)  | ۰   | ۰    | ۵    | ۵     |
| ۸              | میانمار (BIR)  | ۰   | ۰    | ۳    | ۳     |
| مجموع (۸ کشور) | مجموع (۸ کشور) | ۵۷  | ۵۷   | ۵۵   | ۱۶۹   |